# Фердинанд Савойски-Генуезки
Фердинанд Мария Алберт Амадей Филиберт Винсент Савойски-Каринян или Савойски-Генуезки (на италиански: Ferdinando Maria Alberto Amedeo Filiberto Vincenzo di Savoia-Carignano; на немски: Ferdinand Maria Albert Amadeus Philibert Vincenz von Savoyen-Carignan; * 15 ноември 1822, Флоренция, Велико херцогство Тоскана; † 10 февруари 1855, Торино, Сардинско кралство) е 1-ви херцог на Генуа (1831 – 1855), военен и родоначалник на кадетския клон Савоя-Генуа.

## Произход
Той е вторият син на Карл Алберт Савойски-Каринян (1798 – 1849), крал на Сардиния, и на съпругата му ерцхерцогиня Мария Терезия Австрийска (1801 – 1855). Негови дядо и баба по бащина линия са Карл Емануил Савойски-Каринян, 8-и принц на Кариняно, и Мария-Кристина-Албертина Саксонска, принцеса на Саксония-Курландия, а по майчина – Фердинанд III фон Хабсбург-Лотарингия, велик херцог на Тоскана, и  принцеса Луиза Мария Бурбон-Двете Сицилии. Има един брат и една сестра:
- Виктор Емануил II (1820 – 1878), крал на Сардиния и 1-ви крал на Италия,[1] съпруг на братовчедка си ерцхерцогиня Мария Аделхайд Хабсбург-Лотаринска
- Мария Кристина (1826 – 1827)

## Биография
С възкачването на баща му на трона на Сардиния през 1831 г. Фердинанд е обявен за херцог на Генуа.
След като Кралство Сардиния обявява война на Австрийската империя на 23 март 1848 г., Карл Алберт дава командването на артилерията на Фердинанд и, подпомаган от генерал Агостино Киодо, го натоварва с това да ръководи обсадата на Пескиера. На 18 май той открива огън по австрийските войски, присъстващи в Пескиера дел Гарда. След три дни бомбардировки савойската армия незабавно поставя вражеските сили пред сериозни затруднения. На 26 май Фердинанд предлага безусловна капитулация на генерал фон Рат, но след 24-те часа, дадени му, Рат отказва такава капитулация и продължава съпротивата си, благодарение на подкрепата, предоставена му от генерал Йозеф Радецки, идваща от Риволи Веронезе.

На 29 май се състои битката при Куртатоне и Монтанара. Колона от австрийски войници пристигна от Риволи, но те са възпрепятствани да стигнат до целта си, тъй като тази област е добре защитена от италиански доброволци. Тогава австрийците са принудени да отстъпят. След като новината за австрийската капитулация достига до Карл Алберт, кралят веднага достига до Пескиера дел Гарда, където отдава почит на сина си Фердинанд, на когото връчва златен медал за военна доблест.
В нощта между 11 и 12 юли 1848 г. сицилианският парламент, по време на Сицилианската революция от 1848 г., номиира Фердинанд за крал на Сицилия с името „Алберт Амадей I“, за да го разграничи от предишния крал Фердинанд II де Бурбон. Въпреки това той се отказва от трона на Сицилианското кралство, за да не изостави пиемонтската армия, ангажирана в Първата война за независимост във все още крехка ситуация и в онези дни победена при Кустоца.
През март 1849 г. той се отличава в битката при Бикока срещу австрийците, където е командир на 4-та дивизия. 
В Дрезден, на 22 април 1850 г., се жени за Елизабет Саксонска, дъщеря на саксонския крал Йоан и на съпругата му Амалия Августа Баварска. Техният брак е резултат от династично споразумение и обикновено се смята, че липсва истинска любов.
По време на Кримската война от 1855 г. той трябва да поеме командването на пиемонтските експедиционни сили, но влошеното му здраве не му позволява да приеме позицията. Здравето му не се подобрява и той умира в Торино на 10 февруари 1855 г. Погребан е в кралската крипта на базиликата Суперга.

## Наследство
Една от двете статуи от 19 век, които фланкират входа на Палацо Чивико в Торино и моста на бул. „Джулио Чезаре“, който пресича река Стура ди Ланцо, са посветени на него, както и конната статуя на пл. „Солферино“. До края на Втората световна война в града има булевард с неговото име в квартал „Крочета“, който днес се нарича „Стати Унити“.
В Палермо улица е кръстена на него с името, което той трябва да вземе от краля на Сицилия, Корсо Алберто Амедео.

## Брак и потомство
∞ 22 април 1850 в Дрезден за Елизабет Саксонска (* 4 февруари 1830; † 14 август 1912), дъщеря на крал Йохан Саксонски и на Амалия Августа Баварска, от която има син и дъщеря:
- Маргарита Мария Тереза Йоана Савойска (* 20 ноември 1851, Торино; † 4 януари 1926, Бордигера), чрез брак 1-ва кралица на Италия, ∞ 22 април 1868 в Торино за Умберто I (* 1844, † 1900), крал на Италия, син на крал Виктор Емануил II, от когото има един син
- Томас Алберт Виктор Савойски-Генуезки (* 6 февруари 1854, Торино, †  15 април 1931, пак там), 2-ри херцог на Генуа, адмирал, ∞ 1883 в Нимфенбург за принцеса Изабела Баварска (* 1863, † 1924), дъщеря на принц Адалберт Баварски, от която има четирима сина и две дъщери.

- Елизабет Саксонска
- Кралица Маргарита Савойска
- Томас Савойски-Генуезки, херцог на Генуа

Съпругата му се омъжва повторно на 4 октомври 1856 г. за маркиз Николо Джузепе Рапало (1825 – 1882).